# 佐藤利三郎
佐藤 利三郎（さとう りさぶろう、1921年9月23日 - 2011年4月12日）は、日本の工学者、工学博士。東北大学名誉教授。東北学院大学名誉教授。宮城県古川市（現大崎市）に生まれる。東京タワー（日本電波塔）の放送アンテナや、新幹線の通信システムの設計、開発に従事。通信工学の権威。

## 略歴
- 1940年、古川高等学校卒業。
- 1944年、東北帝国大学工学部通信工学科卒業。同大学院特別研究生。
- 1949年、東北大学工学部助教授。
- 1952年、工学博士。
- 1961年、東北大学工学部教授。
- 1974年、電子通信学会副会長。
- 1977年、IEEE Fellow。
- 1979年、IEEE EMC-S Board of Director。
- 1983年、東北大学大型計算機センター長。
- 1984年、東北大学名誉教授、東北学院大学工学部教授、同大学工学部長。
- 1986年、IEEE EMC-S Standard 187 Chairman。
- 1987年、不要電波問題対策協議会副会長、電波障害波自動計測化調査委員会委員長。
- 1992年、IEEE Life Member。
- 1993年、東北大学電気系同窓会会長[2]。
- 1994年、北京郵電大学名誉教授。
- 1997年、長春郵電学院名誉教授。
- 1999年、東北学院大学名誉教授。
- 2011年4月12日、老衰のため仙台市泉区の自宅で死去。89歳没[1]。

## 業績
専門は通信工学、電気回路学、情報伝送工学、環境電磁工学で著書も多い。主な業績として次のものが挙げられる。

### 著書
- 伝送回路（電子通信大学講座・コロナ社）

### 受賞
- 1955年、電気学会電気学術振興賞（論文賞）
- 1966年、全国発明表彰（発明賞）
- 1972年、電波障害防止中央協議会功労者賞
- 1979年、電子通信学会著述賞
- 1982年、丹羽高柳賞（論文賞）
- 1982年、IEEE MTT-S Microwave Prize
- 1983年、電波の日郵政大臣表彰
- 1984年、科学技術功労者表彰科学技術庁長官賞、電子通信学会功績賞
- 1990年、IEEE Standards Board.Award
- 1992年、IEEE Standards Board.Medal
- 1997年、勲三等旭日中綬章[3]
- 2002年、IEEE EMC-S Richard R. Stoddard Award
- 2006年、IEEE EMC-S Richard Schultz Transaction Prize Paper Award

### 学会ほか
- 日本学術会議会員、郵政省電波技術審議会委員、IEEE(米国電気電子学会)のEMC（環境電磁工学）理事会理事などの要職を歴任。
- 電子情報通信学会、電気学会、IEEE等の終身会員。
- 石田記念財団理事長。